# San Felipe del Progreso (stad)
San Felipe del Progreso är en stad i Mexiko, samt administrativ huvudort i kommunen San Felipe del Progreso i delstaten Mexiko. Samhället hade 5 280 invånare vid folkräkningen 2020.